# Ⱔ
Cette page contient des caractères spéciaux ou non latins. S’ils s’affichent mal (▯, ?, etc.), consultez la page d’aide Unicode.
Ious maly (Юс малый en cyrillique, « petit ious » ; capitale Ⱔ, minuscule ⱔ) est la 34e lettre de l'alphabet glagolitique.

## Linguistique
La lettre sert à noter le phonème /ɛ̃/.

## Historique
La lettre provient de la lettre epsilon (ε) de l'alphabet grec.

## Représentation informatique
- Unicode :
  - Capitale Ⱔ : U+2C24
  - Minuscule ⱔ : U+2C54